# 雷光第
雷光第（？—？），陝西西安府咸寧縣人，清朝政治人物。

## 生平
光緒十五年（1889年）己丑科三甲第四十二名進士。同年五月，著分部學習。